# 黑塞哥维那起义
黑塞哥维那起义（羅馬化：Hercegovački ustanak  ) 是塞爾維亞族领导的反对奥斯曼帝国的舉事。1875年7月初，赫塞哥維納率先爆發舉事，然后蔓延到波斯尼亞地區和拉什卡。 舉事者要求奥斯曼帝国军队撤出黑塞哥维那而且减轻赋税。1878年，舉事被鎮壓。
舉事者得到了黑山公國和塞爾維亞公國的支援，这两个公国政府最终于1876年6月18日联合向奥斯曼帝国宣战，导致了塞爾維亞—土耳其戰爭和黑山—土耳其戰爭爆發，隨即又爆發俄土战争和东方危机。战争最終導致1878年柏林會議召開。